# Möte i natten
Möte i natten är en svensk dramafilm från 1946 i regi av Hasse Ekman. I huvudrollerna ses Hasse Ekman och Eva Dahlbeck.

## Handling
Journalisten Åke Bergström skriver en kritisk artikel om kriminalvården i Sverige. Tidningens chefredaktör håller inte med och plockar bort artikeln. Åke kommer då på att han skall låtsas mörda en vän för att få kunskap om livet innanför fängelsets murar.

## Om filmen
Möte i natten hade premiär den 30 september 1946 på biograf Saga vid Kungsgatan i Stockholm. Filmen har visats i SVT, bland annat 1985, 1992, 1995, 1998, 2021, 2023 och i april 2025.

## Rollista i urval
- Hasse Ekman – Åke Bergström
- Eva Dahlbeck – Marit Rylander
- Ulf Palme – Sune Berger
- Tord Bernheim – Svarten
- Peter Lindgren – Filarn
- Hugo Björne – direktör Rylander
- Elsa Widborg – Argonda
- Eivor Landström – Sonja
- Karin Alexandersson – Lovisa
- Sigge Fürst – Spacklarn
- Gösta Cederlund – Holmstedt, chefredaktör
- Carl Reinholdz – Lången
- Wiktor "Kulörten" Andersson – Darris
- Josua Bengtson – Eskil
- Charlie Almlöf – man på Gröna Lund
- Artur Rolén – Karlsson, fångvaktare
- Tord Stål – Karl-Axel, redaktör
- Åke Engfeldt – telegrafarbetare
- Arne Lindblad – hovmästare
- Sten Hedlund – detektiv

## DVD
Filmen gavs ut på DVD 2017.